# Franz Delitzsch

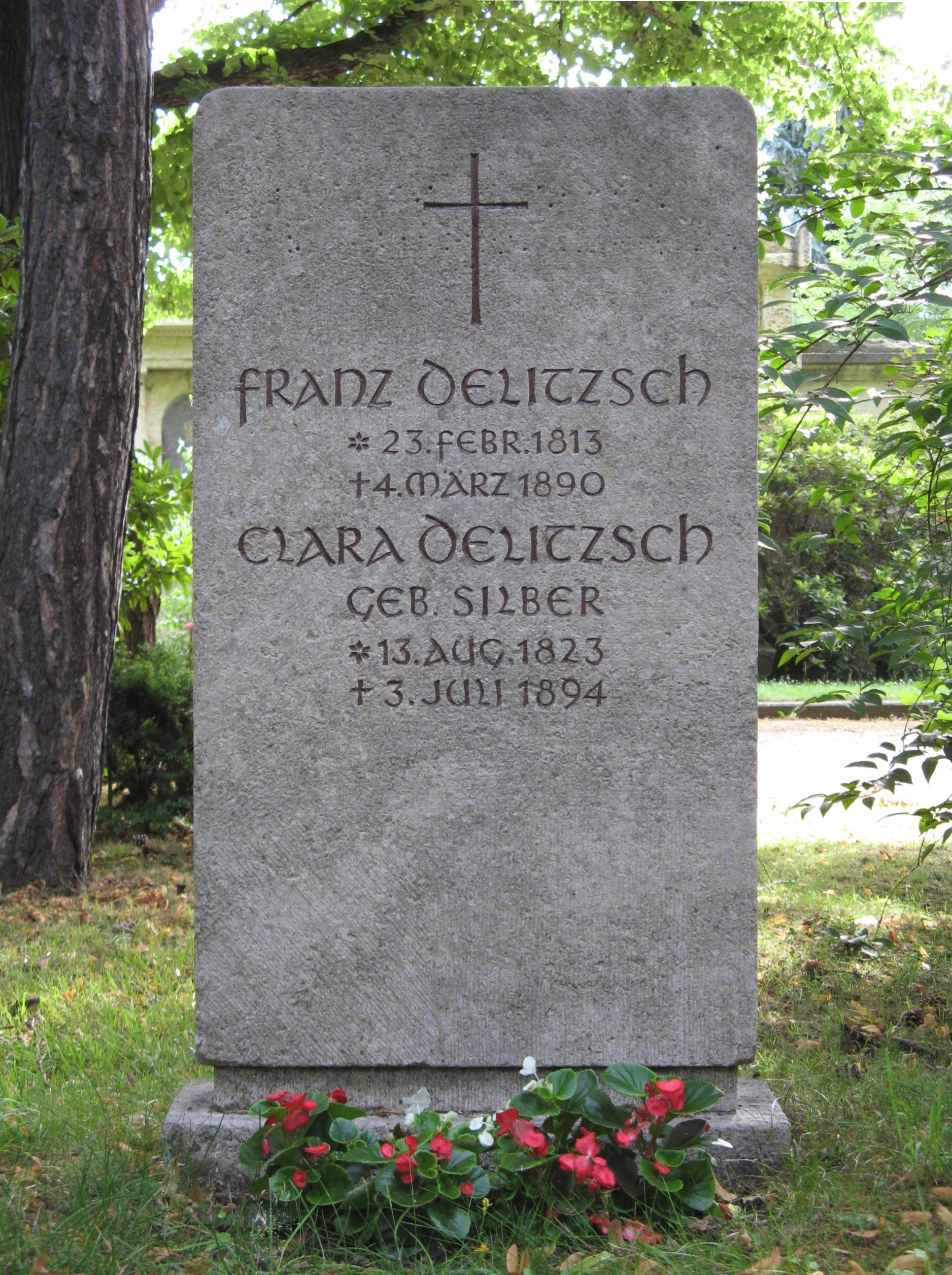
Tomba di Franz Delitzsch a Lipsia

Franz Delitzsch (Lipsia, 23 febbraio 1813 – Lipsia, 4 marzo 1890) è stato un insegnante, teologo ed ebraista tedesco.

## Biografia
Di confessione protestante, Delitzsch fu docente di teologia all'università di Rostock dal 1846 al 1850, all'università di Erlangen fino al 1867, e all'università di Lipsia fino alla morte. Scrisse molti commentari su alcuni libri della Bibbia, sulla storia antica degli Ebrei e sulla psicologia biblica, una storia della poesia ebraica, e alcune apologetiche cristiane.
Difese la comunità ebraica dagli attacchi anti-giudaici. Nel 1880 fondò l'"Institutum Judaicum" (Istituto giudaico) di Lipsia, per la preparazione di missionari nel tentativo di convertire gli Ebrei al cristianesimo.

Oggi Delitzsch è conosciuto soprattutto per la sua traduzione del Nuovo Testamento in ebraico (1877), tuttora considerata la versione classica. Alla sua 10ª edizione fu revisionata dal giovane Arnold Ehrlich su insistente richiesta di Delitzsch; questa doveva servire per il proselitismo cristiano tra gli Ebrei. Più tardi fu di nuovo revisionato da Gustav Dalman, con cui Delitzsch condivideva 
 È notevole che queste edizioni, scritte prima della moderna rinascita dell lingua ebraica, risultino tuttora spontanee e naturali per i lettori israeliani odierni.

John Duncan, un trascinatore spirituale teologico e messianico non ebreo, disse che Delitzsch 
Delitzsch collaborò anche con Johann Friedrich Kark Keil ad una serie di commentari che raggruppa l'intero Antico Testamento ed è tuttora disponibile in commercio, nonostante la prima edizione risalga al 1861. Delitzsch contribuì con i commentari ai libri di Giobbe, Salmi, Cantico dei cantici, Ecclesiaste, Proverbi e Isaia. Oltre a questa serie scritta in collaborazione con Keil, Delitzsch scrisse un commentario sulla Genesi, pubblicato nel 1887 dall'editore "T&T Clark". Di quest'ultimo l'editore "Klock and Klock" ha pubblicato nel 1978 una ristampa della traduzione inglese di Sophia Taylor.
Suo figlio Friedrich Delitzsch (1850 - 1922) fu un importante assiriologo e autore di opere sulla lingua, la letteratura e la storia dell'Assiria.

## Opere

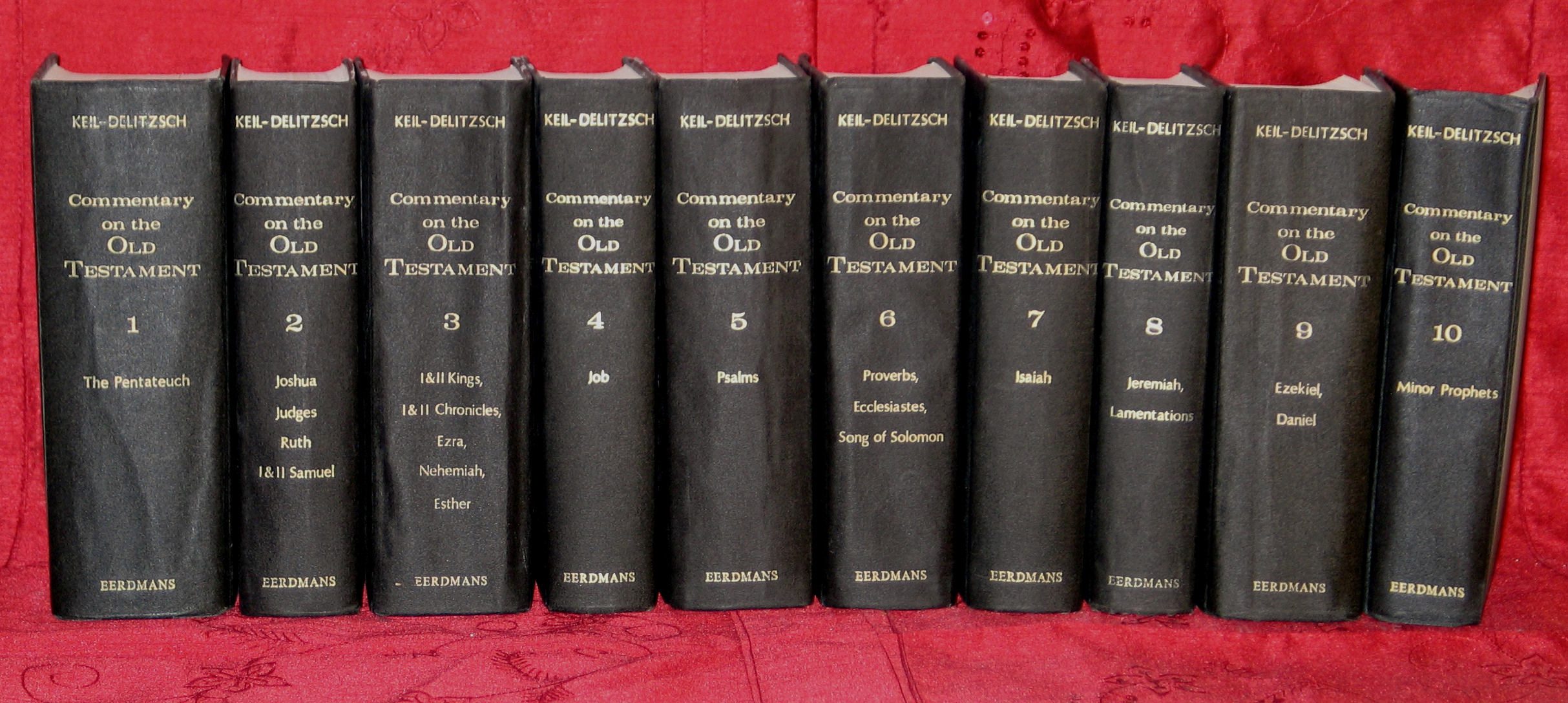
Keil e Delitzsch, Commentario dell'Antico Testamento I - X, Grand Rapids, 1975

### Commentario dell'Antico Testamento
(di Kiel e Delitzsch):
- Volume 1: Pentateuco
- Volume 2: Giosuè, Giudici, Rot, Samuele 1, 2
- Volume 3: Re 1,2, Cronache 1, 2
- Volume 4: Esdra, Neemia, Ester, Giobbe
- Volume 5: Salmi
- Volume 6: Proverbi, Ecclesiaste, Cantico dei cantici
- Volume 7: Isaia
- Volume 8: Geremia, Lamentazioni di Geremia
- Volume 9: Ezechiele, Daniele
- Volume 10: Profeti minori

### Altre opere
- Handschriftlische Funde: Die Erasmischen Entstellungen des Textes der Apokalypse, Lipsia, 1861
- Jesus und Hillel, saggio del 1865/66[4]
- Berit Khadasha (Nuovo testamento ebraico), Lipsia, 1877
- Rohling's Talmudjude beluchtet, Lipsia, 1881

(Critica di Delitzsch alla presunta errata interpretazione del Talmud da parte di August Rohling).
- Neuer Kommentar über die Genesis, mit einem Geleitwort von Prof. Dr. Siegfried Wagner, Gießen/Basel (Brunnen), 1999

(Nachdruck der Ausgabe, Leipzig, Dörffling und Franke, 1887)
- Messianische Weissagungen in geschichtlicher Folge, mit einem Geleitwort von Dr. Gerhard Maier, Gießen/Basel (Brunnen), 1992

(Nachdruck der ersten Auflage Leipzig, Faber, 1890)
- Die Psalmen, Gießen/Basel (Brunnen), 2005

(Nachdruck der fünften, bearbeiteten Auflage Leipzig, Dörffling und Franke, 1894)
- System der biblischen Psychologie, Lipsia, Dörfling und Franke, 1861

(Traduzione inglese: A System of Biblical Psychology, Edimburgo, T&T Clark, 1869; 

2ª ed.: Grand Rapids, Baker Book House, 1966